# Torun Munthe
Torun Inga Maria Munthe, född  Brate den 16 februari 1891 i Stockholm, död 23 november 1993 i Vallentuna, Stockholms län, var en svensk konstnär. Hon var dotter till Erik och Fanny Brate.
Torun Munthe studerade vid Tekniska skolan samt vid Konstakademien i Stockholm 1912–1914. Hennes verk bestod av porträtt, ofta av barn, men kunde också visa hemmiljöer och idylliska landskap. Hon arbetade utöver måleri även med textila arbeten för offentlig miljö, bland annat för Svenska ambassaden i Moskva. Hon finns representerad vid Nationalmuseum i Stockholm, Örebro läns museum, Hadeland Folkemuseum i Norge och i Helsingfors.
Hon gifte sig 1917 med konstnären Alf Munthe (1892–1971) och de fick barnen Anna (född 1919), Elisabet (1922–2009), Siger (1923–2001) och Astrid Munthe de Wolfe (född 1926). Genom den sistnämnda blev hon mormor till musikern Lorne de Wolfe (född 1948) och båtkonstruktören Lynn Munthe (1951–1985).